# Jessy de Banville
Jessy de Banville född 6 juli 2019, är en fransk varmblodig travhäst som tränas av Christophe Clin och körs och rids av Florian Desmigneux.
Hon började tävla i februari 2022 och inledde med att komma på femteplats för att sedan ta sin första seger i sjunde starten. Hon har hittills sprungit in 305 220 euro på 23 starter, varav 3 segrar och 5 andraplatser samt 3 tredjeplatser. Den hittills största segern är tagen i Prix de Vincennes (2022).
Hon har även segrat i Prix Urgent (2021) samt på andraplats i Prix de Basly (2022), Saint–Léger des Trotteurs (2022), Prix Leon Tacquet (2022), Prix Louis Le Bourg (2023) och på tredjeplats i Prix Louis Forcinal (2024).

## Statistik
| Statistik för Jessy de Banville (Ref.) | Statistik för Jessy de Banville (Ref.) | Statistik för Jessy de Banville (Ref.) | Statistik för Jessy de Banville (Ref.) | Statistik för Jessy de Banville (Ref.) | Statistik för Jessy de Banville (Ref.) |
| -------------------------------------- | -------------------------------------- | -------------------------------------- | -------------------------------------- | -------------------------------------- | -------------------------------------- |
| Starter                                | Placeringar                            | Startprissumma                         | Segerprocent                           | Platsprocent                           | Rekord                                 |
| 23                                     | 3-5-3                                  | 305 220 euro                           | 13 %                                   | 48 %                                   | 1.13,3ak,                              |

### Större segrar
| År   | Lopp              | Kusk               | Vinstbelopp | Grupp   |
| ---- | ----------------- | ------------------ | ----------- | ------- |
| 2022 | Prix Urgent       | Florian Desmigneux | 36 000 EUR  | Grupp 3 |
| 2022 | Prix de Vincennes | Florian Desmigneux | 108 000 EUR | Grupp 1 |